# Anaphyllopsis
Anaphyllopsis es un género con 3 especies de plantas de flores de la familia Araceae. Es originario de la América tropical.
El género fue creado en 1988 por Alistair Hay, para dar cuenta de las diferencias de Cyrtosperma americanum con otras especies de Cyrtosperma. La decisión fue crear el género Anaphyllopsis y cambiar el nombre Cyrtosperma americanum como Anaphyllopsis americanum. Otras dos especies de la Amazonia se añadieron posteriormente Anaphyllopsis pinnata y Anaphyllopsis cururuana. Las hojas de Anaphyllopsis son pinnadas. Anaphyllopsis es bastante similar en apariencia al género Anaphyllum.

## Taxonomía
El género fue descrito por Alistair Hay y publicado en Aroideana 11(1): 25–31. 1988. La especie tipo es Anaphyllopsis americana

## Especies
- Anaphyllopsis americana
- Anaphyllopsis cururuana
- Anaphyllopsis pinnata